# HD29388
HD29388 — хімічно пекулярна зоря спектрального класу A3, що має видиму зоряну величину в смузі V приблизно 4,3.
Вона  розташована на відстані близько 149,7 світлових років від Сонця.

## Фізичні характеристики
Зоря HD29388 обертається 
досить швидко 
навколо своєї осі. Проєкція її екваторіальної швидкості на промінь зору становить Vsin(i)= 89км/сек.